# Бялистокски университет
Бялистокският университет (на полски: Uniwersytet w Białymstoku; на латински: Universitas Bialostocensis) е държавен университет, разположен в Бялисток, североизточна Полша. Открит е на 19 юни 1997 г. като приемник на филиала на Варшавския университет в Бялисток, съществувал в течение на 29 години.
Днес има повече от 15 034 студенти и над 800 преподаватели, от които 162 професори.
Университетът има филиал във Вилнюс, Литва.

## Галерия
- Факултет по икономика
- Факултет по теология
- Факултет по педагогика и психология
- Централна университетска библиотека

## Почетни доктори
- Йежи Гедройч (полски издател, публицист, политик)[2]
- Ришард Качоровски (полски политик)[3]
- Марсел Морабито (френски политолог)[4]
- архиепископ Сава (полски свещеник, Варшавски митрополит)[5]
- Анджей Стелмаховски (полски юрист и политик)[6]
- Анджей Вичански (полски историк)[7]
- архиепископ Едвард Озоровски (полски свещеник, ректор на Духовната семинария в Бялисток)[8]
- Кеичи Яманака (японски юрист)[9]
- Брунон Холист (полски юрист)[10]
- Йежи Вилкин (полски икономист)[11]